# 光复节 (朝鲜半岛)
光复节（韓語：광복절），又稱祖國解放紀念日，是朝鮮和韩国的公立假日，在每年8月15日庆祝。这一天是为了纪念1945年8月15日第二次世界大战对日战争胜利纪念日，其意味着日本殖民统治的结束。三年后的1948年8月15日，大韩民国政府成立。1949年8月15日起光复节成为韩国的公立假日。朝鲜称呼为祖国解放日，亦是朝鲜的公立假日。

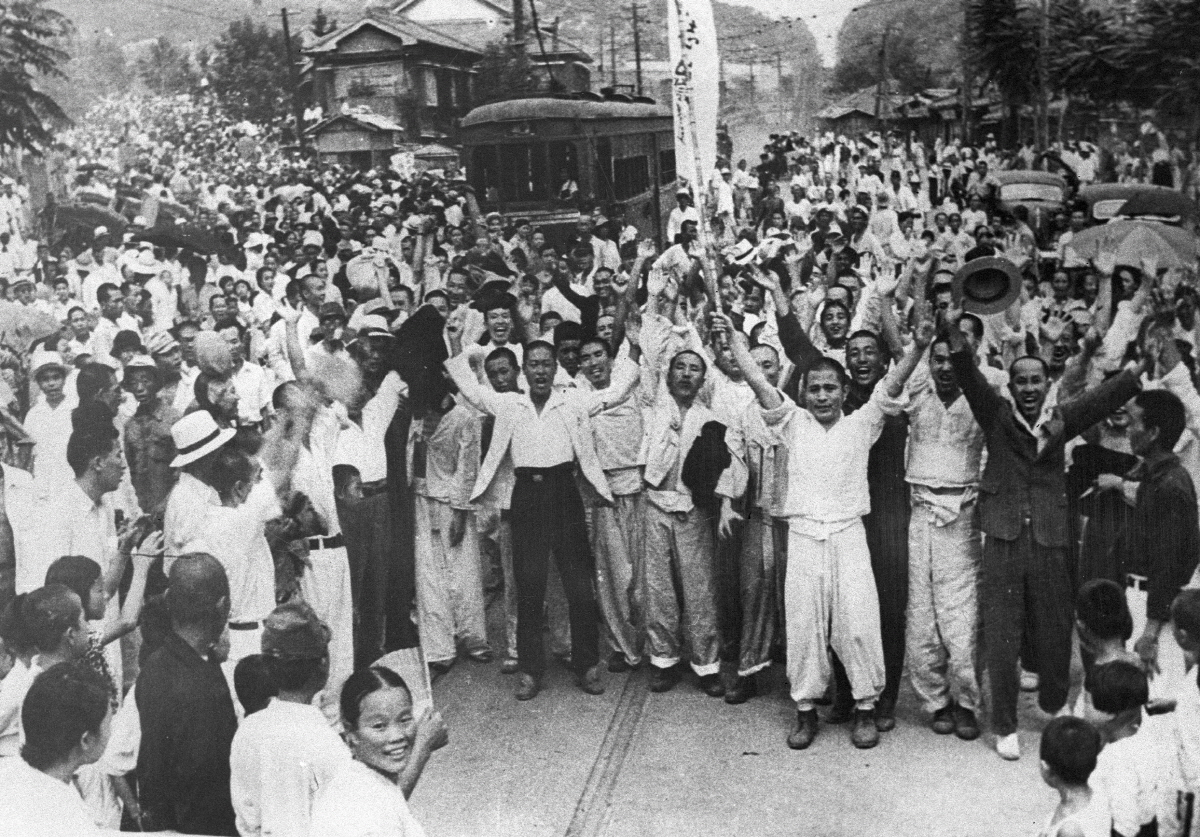
1945年释放的韩国独立运动人士

## 朝鲜公立假日
当天会举办纪念活动。朝鲜最高领导人可能在当天与友好的外国领导人互相致电问候。

## 韩国公立假日
当天有诸多纪念活动，韩国总统会在当天参加天安市的韓國獨立紀念館或是世宗文化會館的纪念仪式。
韩国政府鼓励民众在建筑物上悬挂大韓民國國旗，大多数博物馆对独立运动人士的后代免费开放，他们也可以免费乘坐公立交通工具。
在庆祝活动期间，首尔蠶室奥林匹克体育场和奥林匹克公园之间的道路中央的世界各国国旗会被取下，挂上韩国国旗。
一般來說，歷任南韓總統會在每年光復節宣布特赦，而且南韓長久以來會讓遭定罪的家族財團負責人獲釋或獲緩刑。